# Hodr
Hodr (staronordijski Höðr)  se zove slijepi bog iz nordijske mitologije. Iz roda je Asa jer je sin Odinov. Majka mu je božica Frigg. Nenamjerno je usmrtio svoga brata Baldra, najljepšeg i najdražeg među bogovima.

## Hodrov život

### Ubojstvo Baldra
Sve su stvari, i žive i nežive, obećale Frigg da neće naškoditi Baldru. Nije to učinila jedino imela jer ju je Frigg smatrala suviše mladom i bezopasnom da bi od nje tražila zakletvu. Tako su bogovi običavali provoditi vrijeme gađajući Baldra što ih je silno zabavljalo jer je ovaj bio neranjiv. Hodr nije sudjelovao u takvim igrama jer je bio slijep. Priđe mu jednoga dana Loki i ponudi mu se da mu pomogne da i on pogodi brata. Dadne mu u ruke strelicu od imele (za koju je saznao da se nije zaklela) i pomogne mu da je odapne u pravome smjeru. Baldr, pogođen, odmah umre.

### Ragnarok
Snorri Sturluson u Proznoj eddi ne govori što se dogodilo Hodru. Ipak, govoreći o propasti bogova, Ragnaroku, kaže da će se preživjelima Magniju, Modiju, Vidaru i Valiju iz Hela, zemlje mrtvih, pridružiti i Baldr i Hodr. Što će reći da je Hodr na neki način usmrćen. Drugi izvori govore na je Odin s divicom Rind začeo sina Vidara. Neki kažu da je Odin silovao Rind. Vidar je odrastao za jedan dan i usmrtio Hodra.
Saxo Grammaticus bilježi nešto drugo: prema njemu su braća Hodr i Baldr takmaci za ruku Nanne. Na koncu Hodr usmrti zloga brata Balra.